# 寒武纪大爆发
寒武纪大爆发（英語：Cambrian Explosion）亦称寒武纪生命大爆发，是显生宙初期在相对短的时期内发生的生物演化辐射事件，始于距今5.41億年前的寒武纪早期，持续了2千万年至2.5千万年。寒武纪大爆发的特点是各种有矿化组织可形成实体化石的多细胞生物——特别是有宏观移动性的真后生动物——的物种多样性大大增加，化石记录显示绝大多数现生动物的门都在这一时期演化出现了，在世界各地发现的化石群都共同印證了这一生命史上的壮观景象，例如在加拿大的伯吉斯頁岩和在中国的帽天山页岩（澄江化石地）、清江生物群等。
寒武紀大爆發的事實證據也曾讓達爾文非常困惑，在《物种起源》中寫道：「這件事情到現在為止都還沒辦法解釋。所以，或許有些人剛好就可以用這個案例，來駁斥我提出的演化觀點」。但即使到達爾文死後一百多年的今日，寒武纪大爆發依舊是科學界的一大謎題，尚待更多的科學證據出土，也許就能窺見當時的實際情況，找出真正的原因。

## 寒武紀化石
寒武紀年代約為5.4億~4.8億年前，此時的生物化石大多具有較為堅硬的外殼，讓化石得以保存下來。

### 痕跡化石
痕跡化石是生物活動留下的遺跡或遺物，包括生物挖掘的洞穴與移動的痕跡，是生命存在的可靠指標，並表明寒武紀開始時生命的多樣化，動物在淡水的擴散速度幾乎與海洋一樣快。

### 伯吉斯頁岩
伯吉斯頁岩是位於加拿大英屬哥倫比亞的黑色頁岩，頁岩中有成千種化石，以保存生物軟組織聞名於世。年代約為5.05億年前，相當於寒武紀中期；岩層厚度約161公尺，是目前最早的包含古生物軟組織的化石群之一。在伯吉斯頁岩中發現了大多數現存動物的門，其中節肢動物門占大多數，也有如軟體動物門、脊索動物門、環節動物門等其他類群。

## 寒武紀演化出的生物
寒武紀演化出了世界上絕大部分現存的20多個動物門，也生活著具有堅硬外殼的生物，例如奇蝦和三葉蟲，此事件被稱為寒武紀大爆發或寒武紀生命大爆發，此時也演化出兩側對稱動物。

## 前寒武紀生命

### 疊層石
疊層石是由一些微生物，尤其是藍菌所黏結堆砌並石化而成的構造。疊層石在元古宙非常興盛，但在新元古代晚期數量開始衰減，被認為是以這些微生物為食的後生動物破壞了疊層石。現今的疊層石也通常出現於鹽湖等缺少動物覓食的極端環境。

### 疑源類
疑源類是一類具有有機細胞壁的微生物化石，很可能是多種具有不同親緣關係的生物所組成的集合，可能包括藻類、植物的孢子、原生生物的囊孢甚至是動物的卵。疑源類最早可能在18億年前的古元古代出現，並在新元古代快速分化，其數量、多樣性、大小、形狀的複雜性都大幅增加。但在新元古代末期，疑源類可能經歷了一次大滅絕。泥盆紀後期滅絕事件後，疑源類的種類和數量就一直處於很低的狀態。

### 埃迪卡拉生物
埃迪卡拉生物群是一群生活在埃迪卡拉紀的生物，是目前已知最早的演化輻射事件，被稱為阿瓦隆大爆發。埃迪卡拉生物大多不會移動，可能以濾食浮游生物或覓食微生物席為生，沒有堅硬的骨骼，而是以靜水骨骼支撐身體。這些生物多於埃迪卡拉紀末期滅絕事件中滅絕，為寒武紀大爆發空出了生態位。

## 寒武紀生命

### 小殼動物群
世界上許多地方都發現了被稱為「小壳动物群」的化石，其歷史可以追溯到寒武紀之前到寒武紀開始後約1000 萬年（內馬基特-達爾丁紀(Nemakit-Daldynian)和寒武纪第二期；參見寒武紀時間線）。 這些化石集合非常複雜：脊椎、骨片（裝甲片）、管子、古杯动物（海綿狀動物），以及非常像腕足动物门和蝸牛狀軟體動物的小貝殼，但都很小，大多為1 至2毫米長。
雖然這些化石很小，但比產生它們的生物的完整化石要常見得多。 至關重要的是，它們覆蓋了從寒武紀開始到第一個化石庫（lagerstätten）的窗口：這是一個缺乏化石的時期。 因此，它們補充了傳統的化石記錄，並使得許多生物類群的化石範圍得以擴展。

### 三葉蟲
三葉蟲是一類背上具有三葉鈣質外骨骼的節肢動物，從約5.2億年前的寒武紀早期開始，三葉蟲的化石就開始廣泛地出現在世界各地的地層中，並快速地演化出型態各異的多種類群。關於三葉蟲在短時間內遍布全球並快速演化有兩種解釋：其一為三葉蟲在出現不久後即快速擴散至世界各地（可能是以浮游型態的幼蟲）並輻射適應；其二則為最初的三葉蟲並沒有礦化的外骨骼，因此並未留下化石，而後可能因為海水中的鈣含量提升，各地的三葉蟲大約同時趨同演化出了外骨骼。

### 異蟲綱
異蟲綱是一類存在於古生代海洋中的泛節肢動物，它們具有環狀圓柱形的身體與管狀附肢，其中較著名的種類包括怪誕蟲等。它們可能是有爪動物門的祖先。

### 恐蝦綱

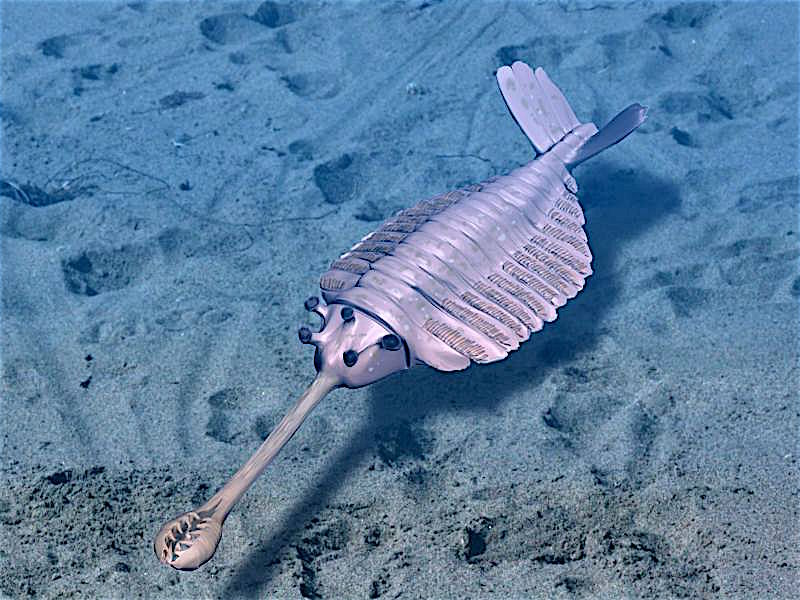
艺术家印象下的海底的欧巴宾海蝎。

恐蝦綱是一類海生的節肢動物，在寒武紀最為繁盛，共同特徵是具有一對前附肢與身體兩側的葉片。其中屬於放射齒目的奇蝦被認為是寒武紀的頂級掠食者，此外還有歐巴賓海蠍科、厭惡蟲屬與宣揚爪蟲科等其他類群。

### 古蟲動物
古蟲動物是一類生活於寒武紀早期的後口動物，可能屬於脊索動物門，軀體分節，身上有五對鰓裂。由於其流線型的外型，被認為是游泳濾食者或底棲消費者。
其他後口動物，比如棘皮動物與脊椎動物，也最早出現於寒武紀（例如昆明魚）。

## 可能的原因
儘管有證據表明較複雜的動物（如兩側對稱動物）在寒武紀以前就已經存在，但寒武紀早期的演化速度似乎特別快。對此可以從三種方面解釋：環境變化、發育學與生態變遷。

### 環境變化
適合生命發展的環境可能促進生物演化。

#### 氧氣含量增加
地球最初的大氣中不含氧氣，今天動物呼吸的氧氣，無論是空氣中的氧氣或溶解在水中的氧氣，都是數十億年光合作用的產物。藍菌是最早演化出產氧光合作用能力的生物，提供了穩定的氧氣供應。一開始，大氣中的氧氣濃度並沒有顯著增加，因為氧氣會和海水與岩石中的鐵和其他礦物質反應。當所有反應的原料耗盡時，氧氣能以雙原子分子的形式存在。大約從25億年前，大氣中的氧氣含量開始提升。
早在寒武紀之前，氧氣濃度似乎就與真核生物的多樣性呈正相關。所有現存真核生物的最近共同祖先被認為生活在大約18億年前，但此時的真核生物被認為生活在高硫環境中。硫化物會干擾需氧生物體的粒線體功能，限制可用於驅動新陳代謝的氧氣量，真核生物的發展受到限制，進入了無聊十億年。直到大約八億年前，因為海洋硫化物含量下降，使得真核生物能有效地利用氧氣，化石記錄中真核生物物種的複雜性和數量因此顯著增加。此外，海綿在新元古代晚期的進化和多樣化加速了海水的流動，使氧氣充分地溶入海水中，為寒武紀多細胞生命的快速多樣化提供了動力。

### 發育學解釋
動物從胚胎到成體的生長過程中發育的微小變化可能會導致最終成體形態的巨大變化。例如，Hox基因控制胚胎各個區域將發育成哪些器官。如果某段Hox基因發生突變，將會使其作用的胚胎區域發育發生變化，進而改變其最終的形態，甚至生長成完全不同的器官。
研究表明，包括Hox基因在內的同源框基因的擴展是寒武紀生物能夠快速演化的重要原因。
基因水平轉移也被認為是這段時期生物體快速獲得生物礦化能力的可能因素，基於關鍵蛋白質的基因從細菌轉移到海綿的證據。

### 生態解釋
生態方面的觀點注重不同類型的生物之間的互動關係，比如食物鏈的變化、掠食者與獵物間的演化軍備競賽或者更為普遍的共同演化等。這些理論非常適合解釋多樣性的迅速增加，但它們並不能解釋為什麼「爆炸」會在這種情況發生時發生。

#### 埃迪卡拉紀末大滅絕
近年來研究认为，寒武纪大爆发跟埃迪卡拉紀末期滅絕事件有關：該次滅絕事件消滅了埃迪卡拉生物群，使它們原本佔據的生態位空出來，倖存的生物就會發生輻射適應以填補空缺。

### 複雜度閾值
針對寒武紀大爆發，学界曾經提出過幾種假設：
1. 地球在寒武紀之後才出現足以保存化石的穩定岩層，而前寒武紀的沉積物毀於地熱和壓力無法形成化石。
2. 动物到了寒武紀才演化出能夠形成化石的堅硬軀體。
3. 大氣中累積足夠的氧氣量，足以使大量動物短時間演化，並且形成臭氧層隔離紫外光。
4. 某些演化出眼晴的掠食性動物侵入物種穩定平衡的地區，減少原先佔優勢的寡佔物種，釋放生態棲位給其餘物種，並由於捕食-被捕食的競爭關係中促進大量物種歧異度的增加跟演化。
5. 大爆發只是個假象，寒武紀初期生物的多樣性產生只是類似族群生長曲線，S形曲線中的快速上升段。。